# The Singles (álbum de Edguy)
The Singles es un álbum recopilatorio de la banda alemana de power metal Edguy. Contiene todos los sencillos (con la excepción de la canción "Reach Out") de los EP King of Fools, Lavatory Love Machine y Superheroes. Este disco fue publicado el 17 de noviembre de 2008, el mismo día de publicación del octavo álbum de estudio de la banda, Tinnitus Sanctus.

## Lista de canciones
1. "Superheroes"
2. "Spooks In The Attic"
3. "Blessing In Disguise"
4. "Judas At The Opera Feat. Michael Kiske"
5. "The Spirit"
6. "Superheroes (Epic Version)"
7. "Lavatory Love Machine"
8. "Lavatory Love Machine" (Acoustic Version)
9. "I'll Cry for You"
10. "King of Fools" - 3:35
11. "New Age Messiah" - 6:00
12. "The Savage Union" - 4:15
13. "Holy Water" - 4:17
14. "Life and Times of a Bonus Track" - 3:23

## Créditos
- Tobias Sammet – voz, teclados
- Jens Ludwig – guitarra líder
- Dirk Sauer – guitarra rítmica
- Tobias "Eggi" Exxel – bajo
- Felix Bohnke - batería